# TCPDF
TCPDF는 PDF 문서 생성을 위한 자유-오픈 소스 소프트웨어 PHP 클래스이다. TCPDF는 양방향 알고리즘을 포함하여 UTF-8 유니코드와 오른쪽-왼쪽 순의 언어를 지원하는 유일한 PHP 기반 라이브러리이다.
2009년, TCPDF는 소스포지에서 200,000개 이상의 프로젝트 중 가장 활발한 프로젝트의 하나이다. (2010년 4월 3일 6위로 순위를 매김)
TCPDF는 가장 대중적인 PHP 기반 CMS 및 애플리케이션들(줌라 1.5, 드루팔, 무들, PhpMyAdmin, XOOPS, 심포니, TYPO3 등)에 이미 포함되었기 때문에 세계적으로 가장 자주 사용되는 PHP 라이브러리들 중 하나이기도 하다.